# Баштенске гарнитуре
Баштенске гарнитуре су тип намештаја специјално дизајниран за спољашњу употребу. Стандардно се прави од материјала који су отпорни на све спољашње услове: воду, сунце, снег...

## Типови баштенских гарнитура
Баштенски намештај се обично производи у сетовима који могу да садрже баштенске клупе, столице и столове. Могуће је купити и пикник столове код којих је сто и седални део направљен из једног дела. Поред тога ту су још и разне столице и клупе за љуљање и одмор.

### Материјал
Баштенске гарнитуре се најчешће праве од дрвета, алуминијума, ливеног или кованог гвожђа и од пластике или у комбинацији различитих материјала.
Дрвени баштенски намештај се периодично мора третирати заштитним премазима уколико желимо да продужимо животни век намештају.
Алиминијумски и метални делови намештаја су дуготрајни али су и они подложни корозији па их те потребно заштитити одговарајућим премазима. 